# Російська православна автономна церква

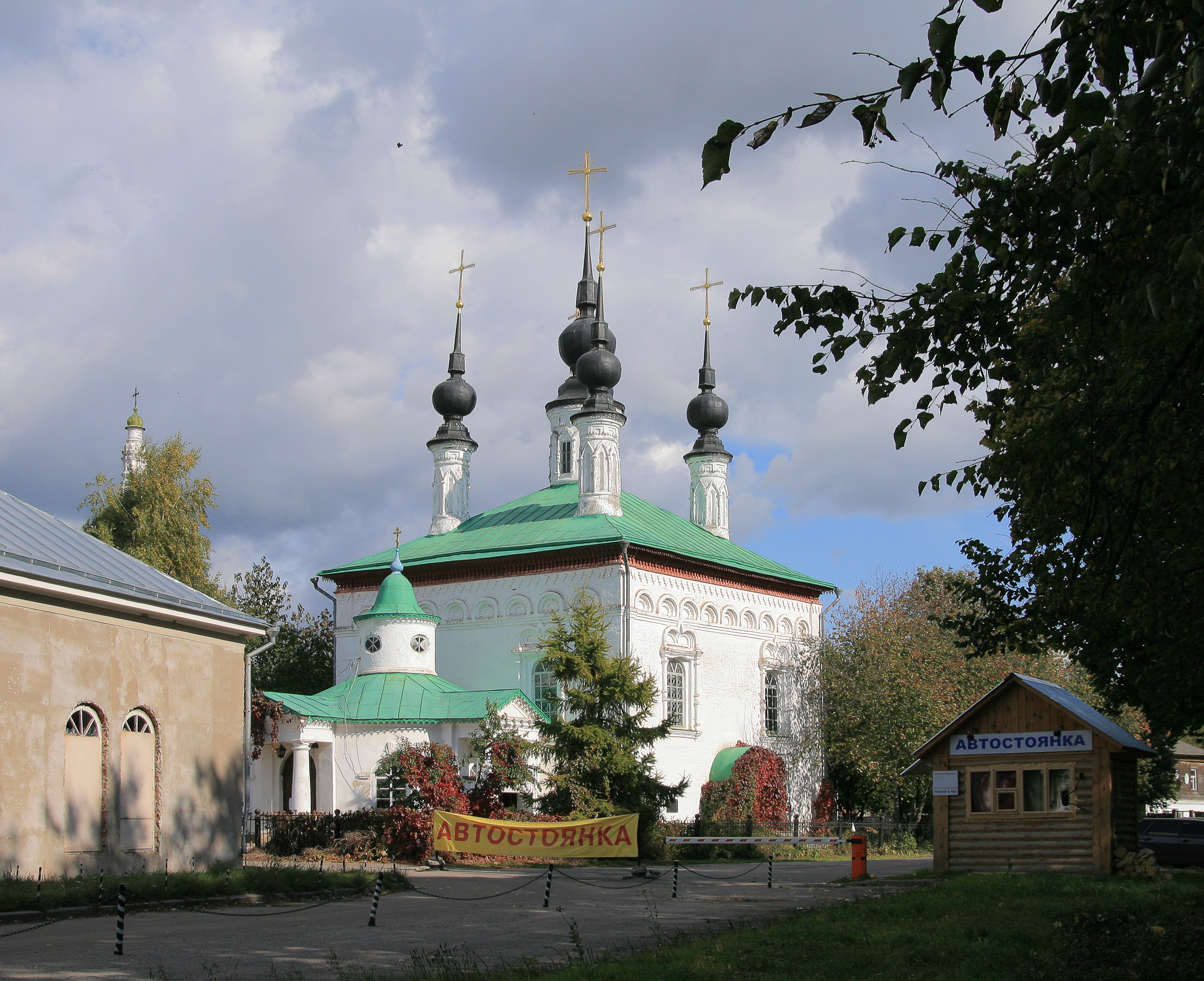
Цареконстантиівська церква в Суздалі, колишній кафедральний собор РПАЦ

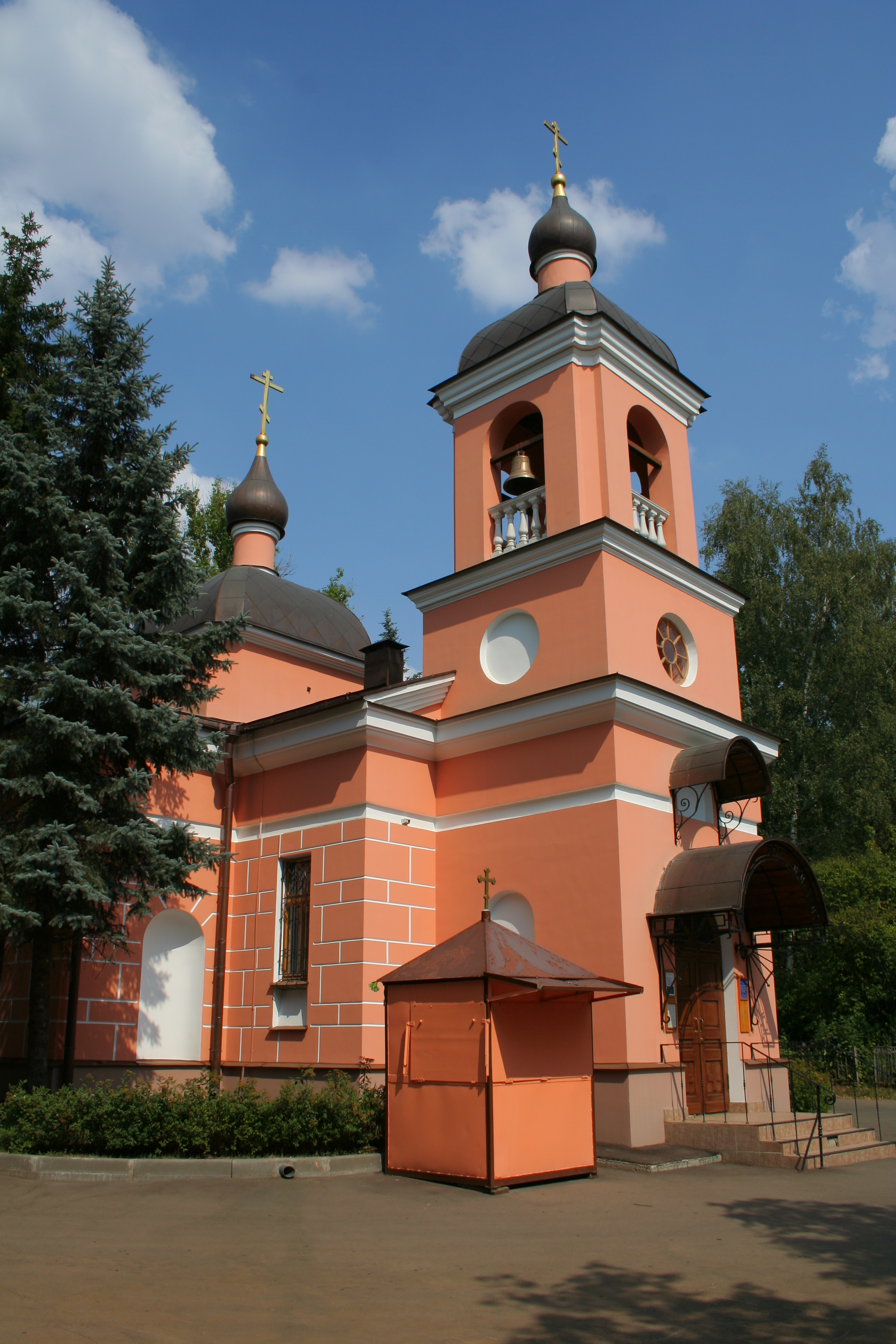
Храм РПАЦ на Головінському кладовищі в Москві

Російська православна автономна церква (скорочено РПАЦ; до 1998 року — Російська православна вільна церква) — одна з релігійних організацій  (альтернативного) православ'я російській традиції; не визнана жодною з Помісних православних церков і не має з ними євхаристійного спілкування. В Московському Патріархаті, Російської православної церкви закордоном, засобах масової інформації має позначення «Суздальський розкол».
Першоієрарх РПАЦ — Феодор (Гинеєвський) митрополит Суздальський і Володимирський. На початок 2009 року в юрисдикції РПАЦ значилося близько 90 парафій і близько 60 священиків, а також Суздальське духовне училище. РПАЦ в США представляє єпископ Павловський Андрій (Маклаков).
Центр РПАЦ розміщується в Суздалі з початку 1990-х, коли влада почали реєструвати православні громади, що перебували за радянської влади на нелегальному становищі або підпорядковувалися Синоду РПЦЗ.
З середини 2000-х років, в зв'язку з переходом священиків і парафіян в інші юрисдикції, а також у зв'язку з вилученням храмів у РПАЦ, число парафій зменшилася.

## Історія

### РПАЦ під юрисдикцією РПЦЗ
У квітні 1990 року архімандрит Володимирської єпархії РПЦ Валентин (Русанцов), який раніше відмовився виконати указ архієпископа Валентина (Міщука) про переведення його в інше місто, перейшов в юрисдикцію РПЦЗ разом зі своїм приходом, з визначенням Священного Синоду РПЦ був заборонений у священнослужінні.
Слідом за цим було прийнято 15 травня 1990 року Архієрейським Собором Російської православної церкви закордоном «Положення про вільні парафії», яке проголошувало курс РПЦЗ на відкриття своїх (паралельних РПЦ) церковних структур (єпархій, благочинь і парафій) в межах СРСР.
Прийняття архімандрита Валентина в юрисдикцію Російської Православної церкви за кордоном отримало широкий громадський резонанс і послужило прикладом для кількох десятків парафіяльних спільнот в різних регіонах країни (Москва, Санкт-Петербург, Сибір, Калінінградська, Брянська, Пензенська області, Ставропольський та Приморський край та інші).
Рішенням священноначалія Російської православної церкви закордоном на базі російських парафій була проголошена «Російська Православна Свобідна Церква» (РПСЦ), а архімандрит Валентин був призначений Екзархом Архієрейського Синоду РПЦЗ в Росії. При цьому "Російська Православна Свобідна Церква існувала паралельно з єпархією іншого російського ієрарха РПЦЗ — Лазаря (Журбенко).
Спочатку Російська православна свобідна церква складалася з трьох громад: при Цареконстянтинівському храмі в Суздалі та 2 громад в Суздальському районі, склали Суздальську єпархію.
Архієрейським Синодом РПЦЗ Валентин був висвячений на єпископа з титулом Суздальського і Володимирського.

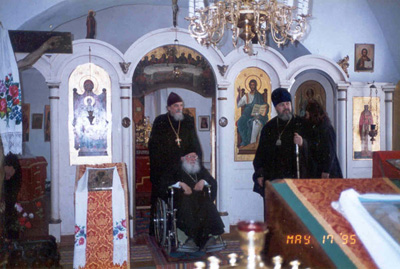
У травні 1995 року, за кілька місяців до своєї кончини, Суздаль відвідав єпископ Григорій (Граббе)

З 1992 году до Валентина (Русанцова) долучаються прихильники катакомбної течії "голинців" з Вятського краю (Кіровської області РФ).
Єпископ Валентин, поступово дистанціюючись від Архієрейського Синоду РПЦЗ, 22 червня 1993 року, разом з архієпископом Лазарем (Журбенко), окормлявшим нелегально членів РПЦЗ в СРСР з 1982 року, вийшов з підпорядкування юрисдикції РПЦЗ, залишаючись з нею «у молитовному єднанні і євхаристійному спілкуванні», після чого Валентин і Лазар були відправлені Синодом РПЦЗ на спокій. У березні 1994 року Валентин і Лазар заявили про те, що переходять на автономне самоврядування, після чого без відома Зарубіжної Церкви висвятили трьох нових єпископів і створили так зване «Тимчасове Вище Церковне Управління Російської Православної Свобідної Церкви» (ТВЦУ РПСЦ). У зв'язку з загрозою з боку Синоду опинитися під забороною в служінні, взимку 1994 року на Архієрейському Соборі у Франції єпископи Валентин і Лазар принесли покаяння перед Закордонною Церквою, підписавши Акт про розпуск незаконного ВВЦУ. Однак після повернення в Росію вони оголосили про невизнання рішень Собору і подальшої діяльності ВВЦУ, після чого 24 лютого 1995 Синодом РПЦЗ за відхід у розкол всі 5 єпископів були заборонені в служінні, а Володимиро-Суздальська та Одеська кафедри були оголошені овдовілими. 14 березня 1995 року на засіданні ТВЦУ РПСЦ заборонені в служінні єпископи оголосили про невизнання визначень Архієрейського Синоду РПЦЗ, як такі, що «суперечать святим канонам». З боку Синоду Зарубіжної Церкви було попередження, що у разі нерозкаяння, всі архієреї в розколі будуть позбавлені сану. Після цього голова ТВЦУ архієпископ Лазар і його новорукопокладений вікарний єпископ Агафангел (Пашковський) повернулися з покаянням в РПЦЗ. Єпископ Валентин та інші єпископи ТВЦУ РПСЦ відмовилися принести покаяння і Архієрейським Собором РПЦЗ 1996 року були позбавлені сану.
17 травня 1995 року, підтримавши єпископа Валентина, Суздаль відвідав єпископ Григорій (Граббе) — щоб благословити самостійне буття РПСЦ.
До цього часу РПСЦ мала 6 єпископів та близько 150 парафій. Основу кліру склали колишні священнослужителі Московської Патріархії. У числі що перейшли в нове утворення був Михайло Ардов, що вийшов влітку 1993 з юрисдикції Московської Патріархату і став кліриком Суздальській єпархії.